# Испания во Второй мировой войне
Испания официально не участвовала во Второй мировой войне. Несмотря на идеологическую близость, в частности, разделение антикоммунизма и антисоветизма держав Оси, испанский каудильо генерал Франсиско Франко был против непосредственного участия страны в войне. В знак признания помощи, полученной от Германии и Италии во время гражданской войны в Испании, режим Франко оказывал им материальную и военную поддержку, в том числе разрешив добровольцам воевать против СССР.
В начале Второй мировой войны Германия планировала захватить британский Гибралтар, занимавший стратегическую позицию над Гибралтарским проливом, соединяющим Средиземное море с Атлантическим океаном. Для этого Генштаб запланировал на 1940—1941 годы проведение операции «Феликс», во время которой немецкие войска должны были штурмовать Гибралтар с суши, с территории Испании. Испания отвергла предложение Гитлера захватить британский Гибралтар. Франко опасался вступать в войну на стороне стран Оси, понимая, что его вооружённые силы не смогут защитить Канарские острова и испанское Марокко от британского нападения. Позже Франко даже разместил полевые армии в Пиренеях, опасаясь возможной немецкой оккупации Иберийского полуострова.

## Внутренняя политика
Во время Второй мировой войны Испания управлялась военной диктатурой, но, несмотря на идеологическую близость Франко и благодарность Бенито Муссолини и Адольфу Гитлеру, правительство каудильо было разделено между германофилами и англофилами. Когда началась война, министром иностранных дел был англофил Хуан Бейгбедер-и-Атьенса. Быстрое продвижение Германии в Европе заставило Франко заменить его 18 октября 1940 года на Рамона Серрано Суньера, шурина каудильо и стойкого германофила. После поражений нацистской Германии 1942 года на Восточном фронте и в Северной Африке Франко снова изменил курс, назначив министром Франсиско Гомес-Хордана Соуса, сочувствующего британцам. Другим влиятельным англофилом был герцог Альба, посол Испании в Лондоне.

## Добровольцы

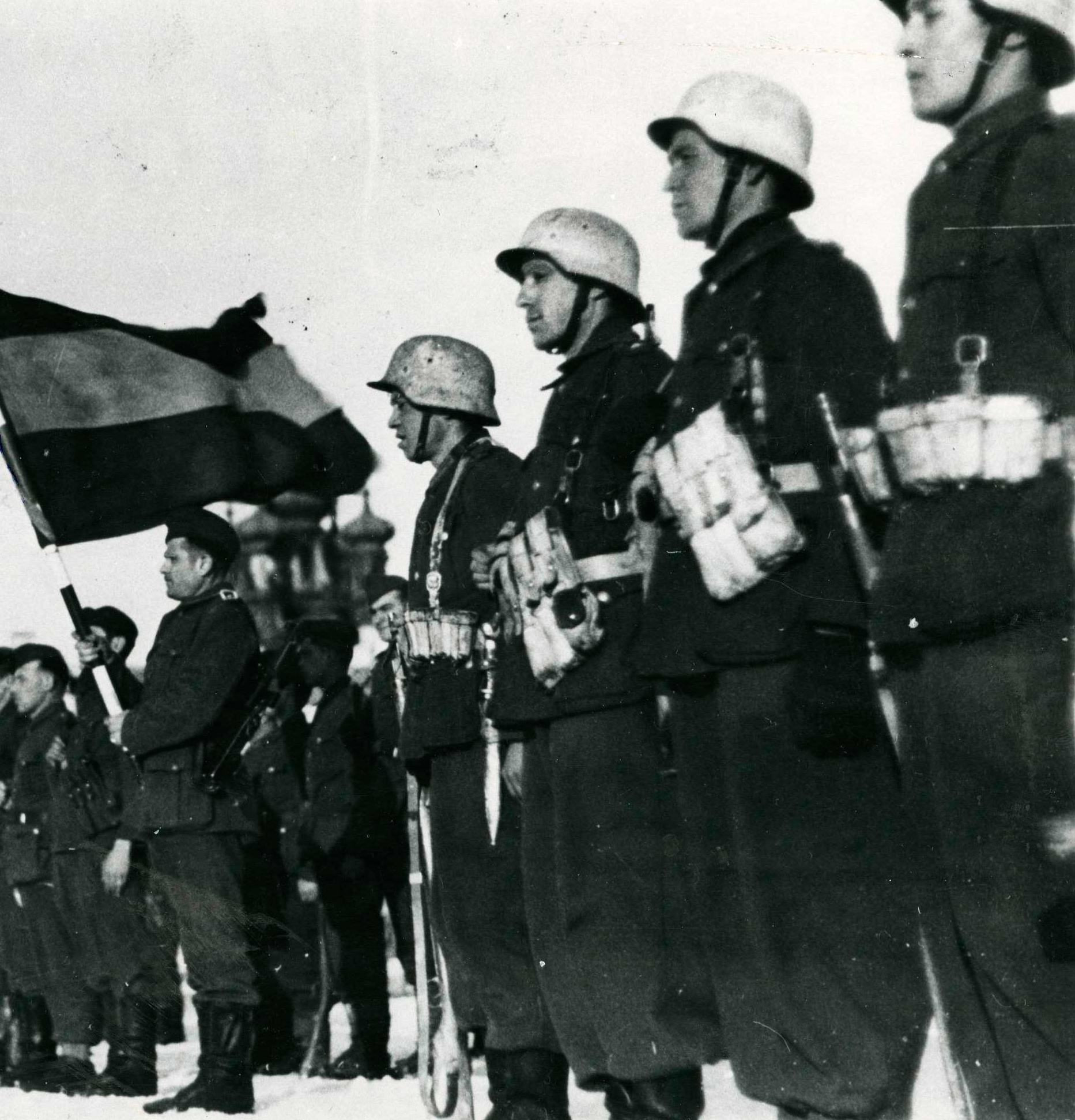
Испанские добровольцы из «Голубой дивизии».

Хотя официально Испания не участвовала во Второй мировой войне, но добровольцы из числа испанских граждан сражались за обе стороны, в значительной степени отражая пристрастия в гражданской войне.

### Испанцы на службе стран Оси

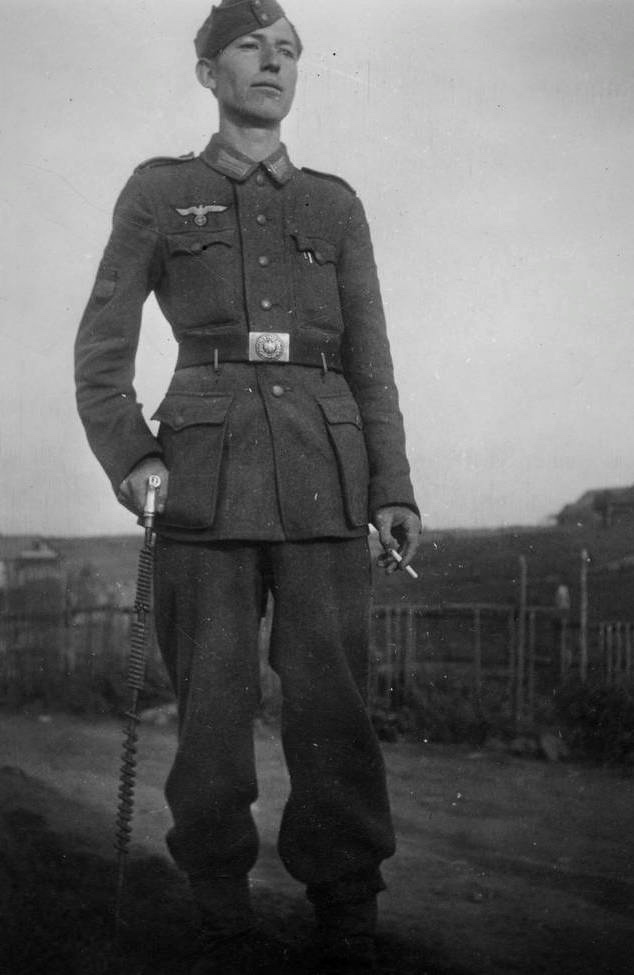
Испанский доброволец из «Голубой дивизии».

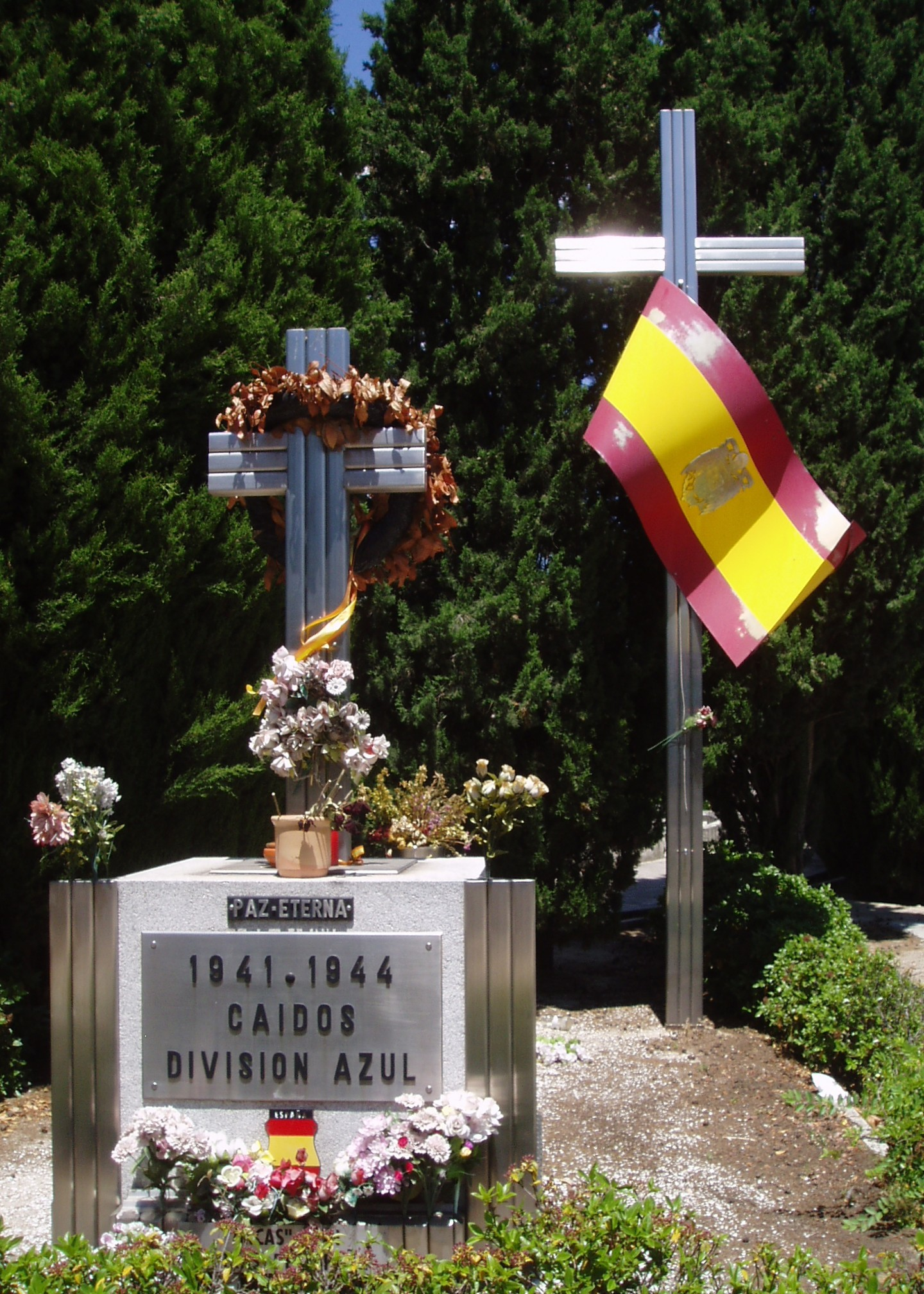
Мемориал «Голубой дивизии» на кладбище Ла Альмудена в Мадриде.

Хотя испанский каудильо Франсиско Франко не вступил во Вторую мировую войну на стороне оси, он разрешил добровольцам вступить в немецкую армию при условии, что они будут воевать против большевизма (советского коммунизма) на Восточном фронте, а не против западных врагов нацистской Германии или населения любой страны Западной Европы. Таким образом, он смог одновременно сохранить отношения с западными союзниками, врагами Гитлера, отблагодарить Германию за поддержку во время гражданской войны в Испании и обеспечить выход для сильных антикоммунистических настроений многих испанских националистов, желавших отомстить СССР за помощь республиканцам. Министр иностранных дел Испании Рамон Серрано Суньер предложил создать волонтёрский корпус, а в начале операции «Барбаросса» Франко направил в Берлин официальное предложение о помощи.
Гитлер одобрил использование испанских добровольцев 24 июня 1941 года. Добровольцы стекались со всех регионов Испании. Очень большое желание воевать против СССР показали кадеты из офицерской учебной школы в Сарагосе. Первоначально испанское правительство было готово отправить на помощь Германии около 4000 человек, но вскоре выяснилось, что добровольцев более чем достаточно для формирования целой дивизии из четырёх полков. 13 июля 1941 года дивизия испанских добровольцев, насчитывавшая 18 693 человека (641 офицер, 2 272 унтер-офицера, 15 780 нижних чинов), под командованием ветерана гражданской войны генерала Агустина Муньос Грандеса отбыла из Мадрида и была переведена в Германию для пятинедельной военной подготовки на учебном полигоне в городе Графенвёр. Там (31 июля, после принятия присяги) она была включена в состав Вермахта как 250-я пехотная дивизия. Для обеспечения соответствия штата дивизии немецкой системе снабжения войск она была вскоре переформирована на стандартную для Вермахта трёхполковую структуру. Личный состав «лишнего» полка был распределён по остальным полкам, получившим название «мадридского», «валенсийского» и «севильского» (по месту жительства большей части добровольцев в этих полках). Каждый пехотный полк состоял из трёх батальонов (по четыре роты) и двух рот огневой поддержки. Артполк дивизии состоял из четырёх батальонов (по три батареи). Из части высвободившегося личного состава был сформирован штурмовой батальон, вооружённый, в основном, пистолет-пулемётами. Впоследствии, после больших потерь этот батальон был расформирован. Из добровольцев-летчиков была сформирована «Голубая эскадрилья» (исп. Escuadrillas Azules), вооруженная самолётами Bf 109 и FW 190. Благодаря синим рубашкам — форме Фаланги, единственной в Испании и правящей партии — дивизия обрела своё название — Голубая дивизия (исп. División Azul, нем. Blaue Division).
Пройдя обучение в Германии, «Голубая дивизия» была отправлена на фронт. В период с 24 июня 1941 по 10 октября 1943 года дивизия принимала участие в осаде Ленинграда, в том числе, в обеих Тихвинских операциях, оборонительной и наступательной, операции «Полярная Звезда» и Красноборской операции. Всего на Восточном фронте служило около 45 000 испанцев. Солдаты и офицеры «Голубой дивизии» получили следующие награды: 3 Рыцарских креста с дубовыми листьями, 3 Немецких креста в золоте, 138 Железных крестов первого класса, 2359 Железных крестов второго класса и 2216 Крестов воинской доблести с мечами. За время боёв с Красной Армией Голубая дивизия понесла следующие потери: 4957 убитых, 8766 раненых, 326 пропавших без вести, 372 попавших в плен (большинство вернулись в Испанию в 1954 году), 1600 человек получили обморожения, 7800 заболели.
В октябре 1943 года, под сильным дипломатическим давлением, Франко принял решение отозвать «Голубую дивизию» домой, оставив символическую силу до марта 1944 года. Желание Иосифа Сталина нанести ответный удар против Франко, добившись на Потсдамской конференции в июле 1945 года вторжение союзников в Испанию, не нашло поддержки у Гарри Трумэна и Уинстона Черчилля. Они убедили Сталина вместо этого согласиться на полное торговое эмбарго против Испании.

### Испанцы на службе у союзников
После поражения в гражданской войне в Испании многие республиканцы и сочувствующие им отправились в изгнание, в основном во Францию, где они были интернированы в лагерях беженцев, таких как лагерь Гюрс на юге Франции. Многие в начале Второй мировой войны присоединились к Французскому Иностранному легиону, составив значительную часть его. Около шестидесяти тысяч испанских беженцев присоединились к французскому Сопротивлению, некоторые продолжили борьбу против Франсиско Франко. Ещё несколько тысяч человек присоединились к Свободным французским силам и сражались против держав оси. Некоторые источники утверждали, что 2000 испанцев служили во Второй французской дивизии генерала Леклерка, многие из них были из колонны Дуррути. 9-я рота дивизии Леклерка, в основном состоявшая из испанских республиканцев, стала первой воинской частью, вступившей в Париж после его освобождения в августе 1944 года, где встретила большое количество испанских партизан-маки, сражавшихся вместе с французскими бойцами Сопротивления. Кроме того, около 1000 испанских республиканцев служили в 13-й полубригаде французского иностранного легиона.
В Советский Союз за время гражданской войны в Испании было вывезено группа лидеров испанских коммунистов и большое количество детей из семей республиканцев. Когда Германия вторглась в Советский Союз в 1941 году, многие, такие как коммунист генерал Энрике Листер, присоединились к Красной Армии. По данным Энтони Бивора, 700 испанских республиканцев служили в Красной Армии, а ещё 700 действовали как партизаны в немецком тылу. Отдельные испанцы, такие как двойной агент Хуан Пужоль Гарсия (британский агентурный псевдоним — Гарбо, немецкий — Аларик), также работали на дело союзников.

## Дипломатия
С самого начала Второй мировой войны Испания выступала на стороне держав Оси. Помимо идеологической близости, Испания задолжала Германии $212 млн за поставки во время гражданской войны. 26 марта 1939 года правительство генерала Франко подписало «Антикоминтерновский пакт». А в июне 1940 года после падения Франции посол Испании в Берлине представил меморандум, в котором Франко заявил, что «готов при определённых условиях вступить в войну на стороне Германии и Италии». В Испании началась подготовка к войне, так, в испанских СМИ была развёрнута антибританская и антифранцузская кампания, в ходе которой выдвигались требования передать Испании французское Марокко, Камерун и вернуть Гибралтар. 19 июня 1940 года Франко сообщил в Берлин о готовности вступить в войну, но Гитлер был раздражён претензиями Мадрида на французскую колонию Камерун, которая до Первой мировой войны принадлежала Германии, и которую Берлин планировал вернуть себе.

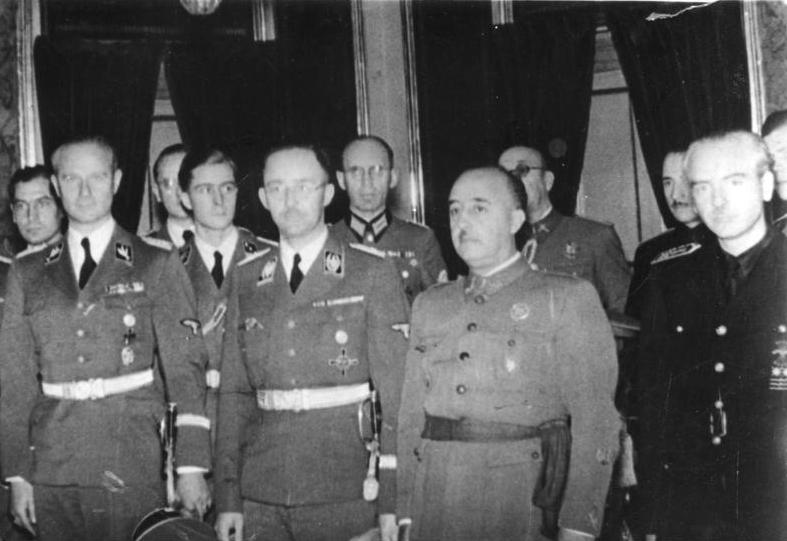
Франко с Карлом Вольфом, Генрихом Гиммлером и Серрано Суньером в 1940 году.

Вначале Гитлер не был сильно заинтересован участием Испании в войне, поскольку был уверен в победе. В августе 1940 года, когда Берлин стал серьёзнее относиться к участию Мадрида в войне, возникла проблема: Германии потребовались воздушные и военно-морские базы в испанском Марокко и на Канарских островах, что не устроило Франко. После победы над Францией Гитлер возродил план «Z» (отложенный в сентябре 1939 года), программу масштабного перевооружения и расширения германского военно-морского флота с целью борьбы с США. Тогда же он захотел разместить немецкие базы в Марокко и на Канарах для запланированного столкновения с Америкой. Американский историк Герхард Вайнберг писал: «Тот факт, что немцы были готовы отказаться от участия Испании в войне, а не отказаться от своих планов по созданию военно-морских баз на побережье Северо-Западной Африки и за её пределами, несомненно, демонстрирует центральную роль этого вопроса для Гитлера, когда он глядел вперёд, планируя военно-морскую войну с Соединёнными Штатами». В сентябре, когда Королевские ВВС в борьбе с Люфтваффе в битве за Британию продемонстрировали свою устойчивость, Гитлер пообещал Франко помочь в обмен на активное вмешательство. Это стало частью стратегии предотвращения вторжения союзников в северо-западную Африку. Гитлер обещал, что «Германия сделает всё возможное, чтобы помочь Испании», и признает испанские претензии на французскую территорию в Марокко в обмен на долю марокканского сырья. Франко ответил тепло, но без каких-либо твёрдых обязательств. Тем временем, фалангистские СМИ подняли тему воссоединения территорий, заявляя о регионах Каталонии и Страны Басков, которые находились в составе Франции.
Гитлер и Франко встретились только один раз во французском Андайе 23 октября 1940 года, чтобы зафиксировать детали союза. К этому времени преимущества альянса стали менее понятными для обеих сторон. Франко в обмен на участие в войне на стороне Германии и Италии требовал помощи в укреплении Канарских островов, а также большое количества зерна, топлива, боевой техники, военных самолётов и других вооружений. В ответ на почти невозможные требования Франко Гитлер угрожал возможной аннексией испанской территории со стороны вишистской Франции. В конце концов, соглашение не было достигнуто. Несколько дней спустя в Германии Гитлер сказал Муссолини: «Я предпочитаю вытащить три или четыре моих собственных зуба, чем снова поговорить с этим человеком!» Историки до сих пор спорят о том почему Франко потребовал от Гитлера столь высокую цену за вступление Испании в войну, переиграл ли каудильо сам себя, переоценив значение Испании для Германии, или, спасая страну от участия в разрушительной войне, намеренно установил непомерную плату, зная, что Гитлер откажется от союза на таких условиях.

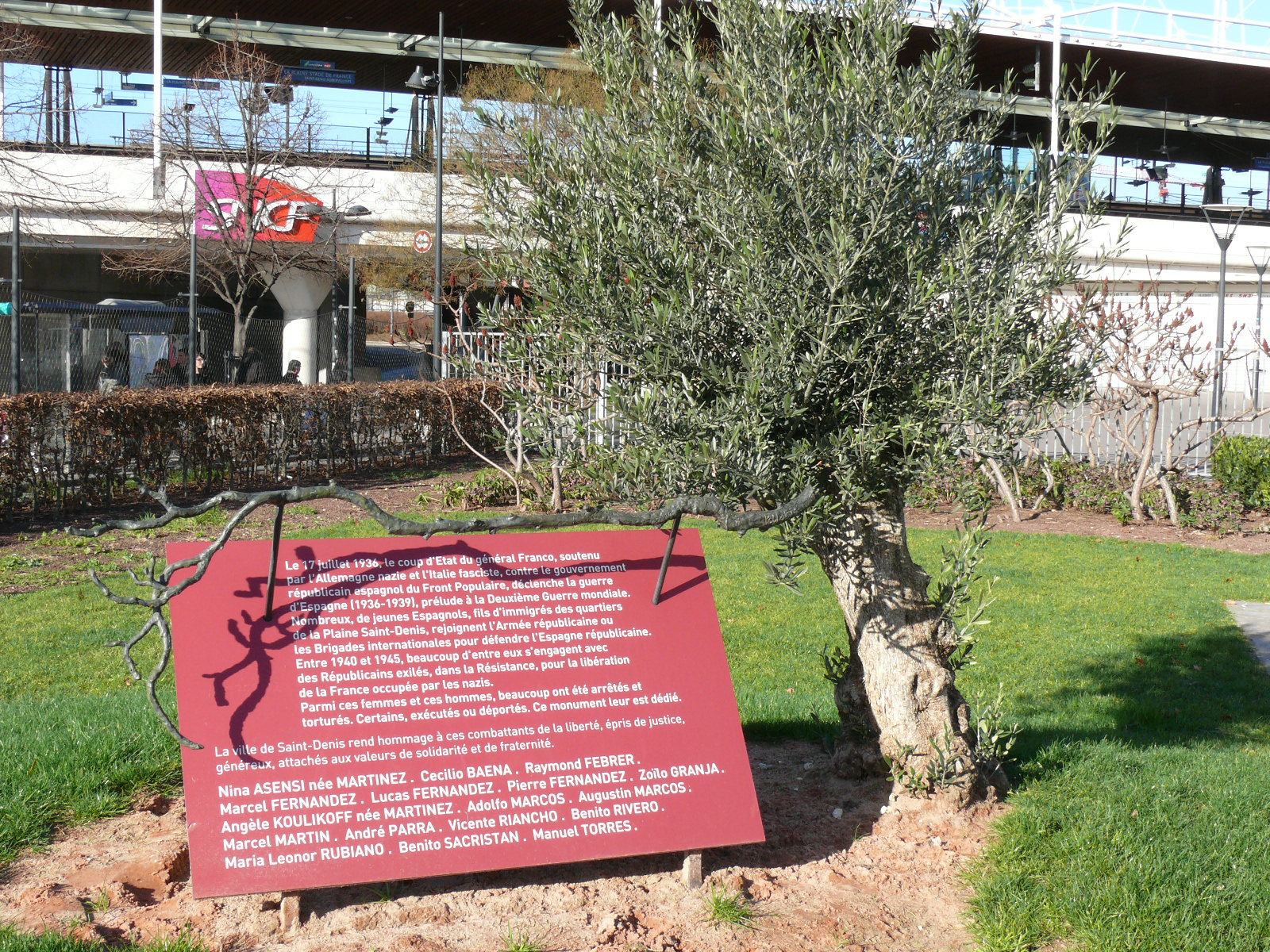
Мемориал испанским иммигрантам во Франции, которые сражались в испанской гражданской войне и во французском Сопротивлении. Сад прав ребёнка, Сен-Дени.

Испания была зависима от поставок нефти из США. Вашингтон по просьбе Британии ограничил поставки топлива испанцам. Не имея сильного военно-морского флота, любая испанская интервенция неизбежно столкнулась бы с нехваткой нефти. Полагаться на союзников, Германию и Италию, в этом вопросе было бесполезно, так как они сами испытывали дефицит топлива. С немецкой точки зрения активная реакция Виши на атаки Британии и «Свободной Франции», такие как уничтожение французского флота в Мерс-эль-Кебире или неудачная высадка в Дакаре, делало привлечение к войне Испании менее важным. Кроме того, чтобы сохранить Вишистский режим на своей стороне, предлагаемые испанцами территориальные изменения в Марокко были неприемлемы. Вследствие этого переговоры завершились через девять часов, потерпев неудачу.
В декабре 1940 года Гитлер снова связался с Франко через посла в Мадриде. Германия попыталась заставить Испанию согласиться на пропуск через свою территорию немецких войск для нападения на Гибралтар. Франко отказался, сославшись на опасность, которую Соединённое Королевство всё ещё представляет для Испании и её колоний. В своём ответном письме каудильо писал, что хочет подождать, пока Британия падёт. Во втором письме Гитлер предложил Испании зерно и военные поставки. К этому времени, однако, итальянские войска были разгромлены англичанами в Киренаике и Итальянской Восточной Африке, а Королевский флот продемонстрировал свободу действий в итальянских водах и нейтрализовал французский флот Виши в Мерс-эль-Кебире во французском Алжире. В результате Франко отказался от предложений Гитлера.

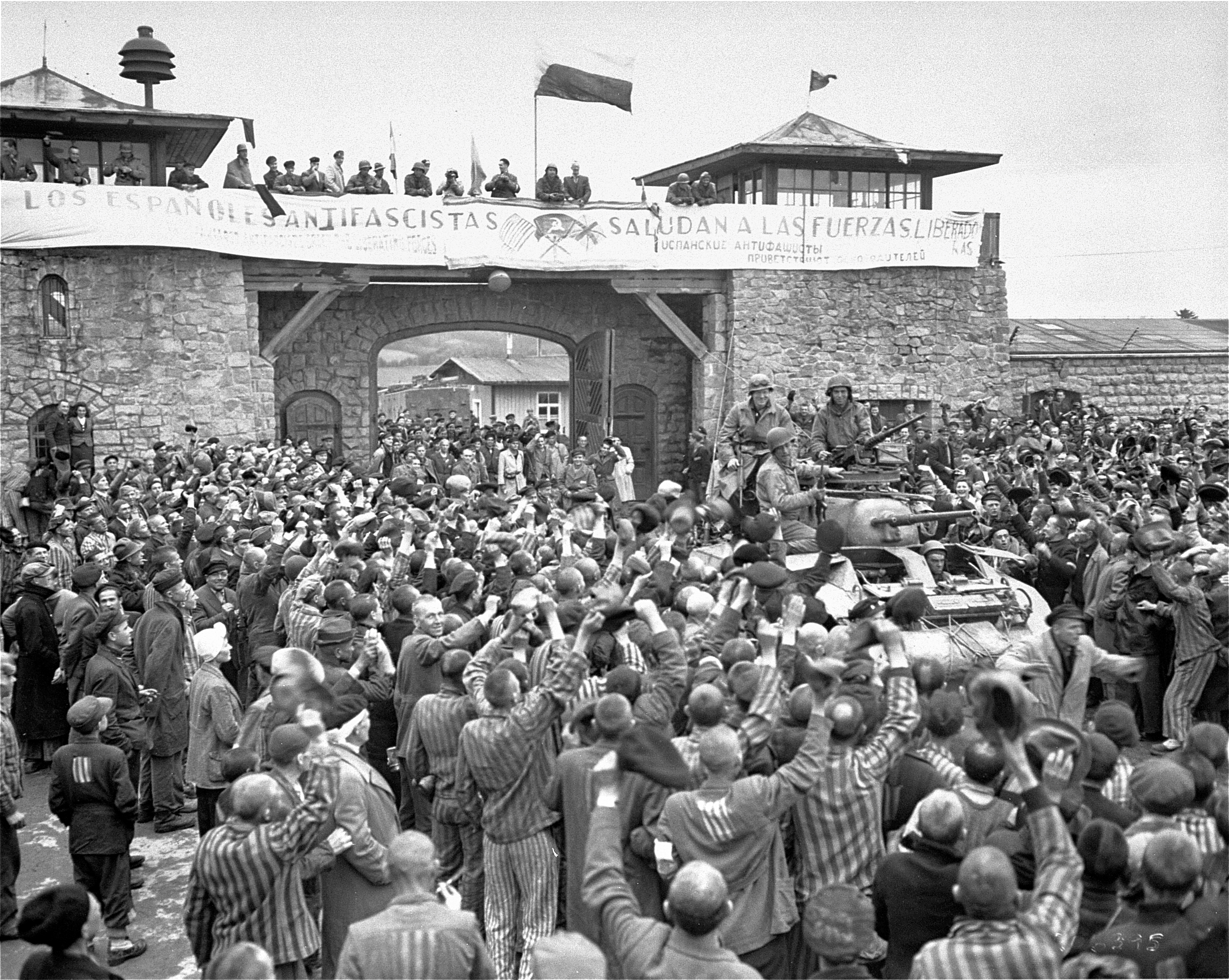
Испанские антифашисты в концлагере Маутхаузен разворачивают знамя, чтобы приветствовать союзников.

Согласно собственной автобиографии, 12 февраля 1941 года Франко по просьбе Гитлера встретился в частном порядке с итальянским лидером Бенито Муссолини в городе Бордигера (Италия). Фюрер надеялся, что дуче сможет убедить каудильо вступить в войну. Однако Муссолини не интересовался поддержкой Франко после недавней серии поражений, которые его силы понесли в Северной Африке и на Балканах.
25 ноября 1941 года Франко подписался под продлением Антикоминтерновского пакта. В 1942 году на планирование операции «Факел» (высадка союзников в Северной Африке) значительное влияние оказали опасения, что Испания может отказаться от нейтралитета и присоединиться к странам Оси, что могло привести к закрытию Гибралтарского пролива для антигитлеровской коалиции. На случай подобной ситуации было решено включить в число мест для высадки десанта Касабланку, чтобы иметь наземный маршрут через территорию Марокко в обход проливов.
Несмотря на то, что во время войны Испания не была воюющей стороной, открытая поддержка держав Оси привела к периоду послевоенной изоляции страны, в частности, ряд стран отозвали своих послов, многие страны присоединились к торговому эмбарго. Президент США Франклин Рузвельт, в своё время предоставивший Франко гарантии в том, что Испания не пострадает, умер в апреле 1945 года. Преемник Рузвельта, Гарри Трумэн, а также новые правительства Британии и Франции, были менее дружелюбны к Франко. Членом Организацию Объединённых Наций Испания смогла стать только в 1955 году.

## Военные действия
Несмотря на нежелание Франко участвовать во Второй мировой войне, Гитлер одобрил использование испанских добровольцев 24 июня 1941 года , Испания планировала оборону страны. Первоначально, в 1940 и 1941 годах, большая часть испанской армии находилась на юге страны на случай нападения союзников из Гибралтара. Однако, со временем, по мере роста интереса немцев к Гибралтару, Франко постепенно передислоцировал часть дивизий в горы вдоль французской границы на случай возможного вторжения Германии. Когда же стало ясно, что союзники одерживают верх в конфликте, Франко почти все свои войска расположил на французской границе, получив личные гарантии от лидеров союзных стран, что они не будут вторгаться в Испанию.

### Операция «Феликс»
См. также Гибралтар во Второй мировой войне

Планы вторжения нацистской Германии в Испанию и вероятные маршруты британского вторжения.

Гибралтар, являясь крупной британской военной базой, в силу своего расположения в месте соединения Атлантического океана и Средиземного моря, играл важную роль в контроле над западным выходом из Средиземного моря и морскими маршрутами к Суэцкому каналу и Ближнему Востоку, а также к атлантическому патрулированию. Также, немцы высоко оценивали стратегическое значение северо-западной Африки для баз и как маршрута для возможного американского участия в войне. Не удивительно, что планы Берлина включали оккупацию региона значительными немецкими силами. Захватив Гибралтар, немецкий флот перекрыл бы выход в Средиземное море, превратив прилегающие к нему территории в недосягаемые для флота стран антигитлеровской коалиции.
План операции «Феликс» предусматривал нанесение по Гибралтару ударов с моря и воздуха с последующей высадкой десанта. Для полного успеха операции, планировалось атаковать Гибралтар с сухопутной стороны. Для этого требовалось провести подразделения Вермахта через территорию нейтральной Испании. Диктатор Испании Франциско Франко взамен на передвижения немецких войск по своей территории запросил у Гитлера осуществить поставки жизненно важных ресурсов, а также гарантию того, что после окончания войны Испании достанется ряд африканских колоний. Германия не могла позволить себе этого и операция была отложена на период после разгрома Советского Союза («Директива 32»). К марту 1941 года Берлин был вынужден направить все имеющиеся военные ресурсы на подготовку нападения на Советский Союз. Был разработан план новой операции, названной «Феликс—Генрих», по сути изменённый вариант «Феликса», которую планировали осуществить после того, как будут достигнуты определённые цели в России. Так как эти условия не были выполнены, Франко воздержался от вступления в войну.
По мере того как продолжалась война, немцы планировали противодействие наступлению союзников через Испанию. Было три последовательных плана, каждый был менее агрессивный по сравнению с предыдущим, поскольку немецкие возможности ослабевали.

### Операция «Изабелла»
Операция «Изабелла» — кодовое наименование неосуществлённого нацистского плана по захвату Гибралтара и оккупации Пиренейского полуострова, который был разработан в мае 1941 года. В соответствии с положениями данного плана предполагалось вторгнуться на территорию Пиренейского полуострова войсковыми соединениями группы армий «Д», уничтожить или выбить оттуда британские части (если они там окажутся) и занять испанскую и португальскую портовую инфраструктуру на атлантическом побережье. Помимо этого намечались оккупация Канарских островов, островов Зелёного мыса и захват французского порта Дакар на побережье Западной Африки. В случае сопротивления испанских властей было предусмотрено заменить генерала Франко на другого диктатора. Однако, в связи с провалом германского блицкрига в Советском Союзе, немецкому командованию так и не удалось воплотить план «Изабелла» в жизнь.

### Операция «Илона»
Операция «Илона», впоследствии переименованная в «Гизелу», была сокращённой версией операции «Изабелла». Разработанная весной 1943 года, она должна была быть реализована, независимо от того, останется ли Испания нейтральной или нет. Планировалось, что пять германских дивизий (четыре из них механизированные или моторизованные) должны будут, действуя из оккупированной Германией Франции, захватить южные выходы из Пиренеев в Испанию, а также взять порты вдоль северного побережья Испании, чтобы остановить предполагаемую высадку союзников.

### Операция «Нюрнберг»
Операция «Нюрнберг», разработанная в июне 1943 года, должна была быть оборонительной операцией в Пиренеях по обе стороны испано-французской границы на случай высадки союзников на Иберийском полуострове, с целью отразить нападение союзников на Испанию и Францию.

## Оккупация Танжера
14 июня 1940 года, в тот же день когда Париж был занят немцами, испанские войска оккупировали Танжерскую международную зону. Несмотря на призывы писателя Рафаэля Санчеса Масаса и других испанских националистов к аннексии «Tánger español» (в переводе с исп. — «испанского Танжера»), режим Франко публично считал оккупацию временной мерой военного времени. Дипломатический спор между Великобританией и Испанией из-за оккупации Танжера в ноябре 1940 года привёл к обещанию Испании соблюдать права британцев и не укреплять этот район. Прежний статус города был восстановлен 11 октября 1945 года.

## Подкуп MI6
Согласно книге Грэма Келли, вышедшей в 2008 году, Уинстон Черчилль санкционировал взятки испанским генералам в размере миллионов долларов в попытке повлиять на режим Франко, с тем чтобы не допустить вступления Испании в войну на стороне Германии. В мае 2013 года были обнародованы документы, показывающие, что МИ-6 истратило более 200 миллионов долларов в нынешнем эквиваленте, на подкуп высокопоставленных испанских офицеров, судовладельцев и других агентов, чтобы удержать Испанию от войны.

## Ресурсы и торговля
Несмотря на нехватку ресурсов, франкистская Испания поставляла некоторые стратегические материалы в Германию. Между двумя странами была заключена серия секретных соглашений. Основным ресурсом, поставляемым Мадридом, была вольфрамовая руда с принадлежащих Германии шахт в Испании. Вольфрам был необходим Германии для её передовой прецизионной инженерии и, следовательно, для производства вооружений. Несмотря на попытки союзников скупить все доступные запасы, которые упали в цене, и дипломатические усилия повлиять на Испанию, поставки в Германию продолжались до августа 1944 года.
Помимо вольфрамита Испания поставляла Германии и другие минералы: железную руду, цинк, свинец и ртуть. Испания также выступала в качестве проводника для поставки товаров из Южной Америки, например, промышленных алмазов и платины. После войны были получены доказательства о значительных сделках с золотом между Германией и Испанией, которые прекратились только в мае 1945 года. Считалось, что золото было получено в результате разграбления оккупированных земель, но попытки союзников получить контроль над золотом и вернуть его были неудачны.

## Шпионаж и саботаж

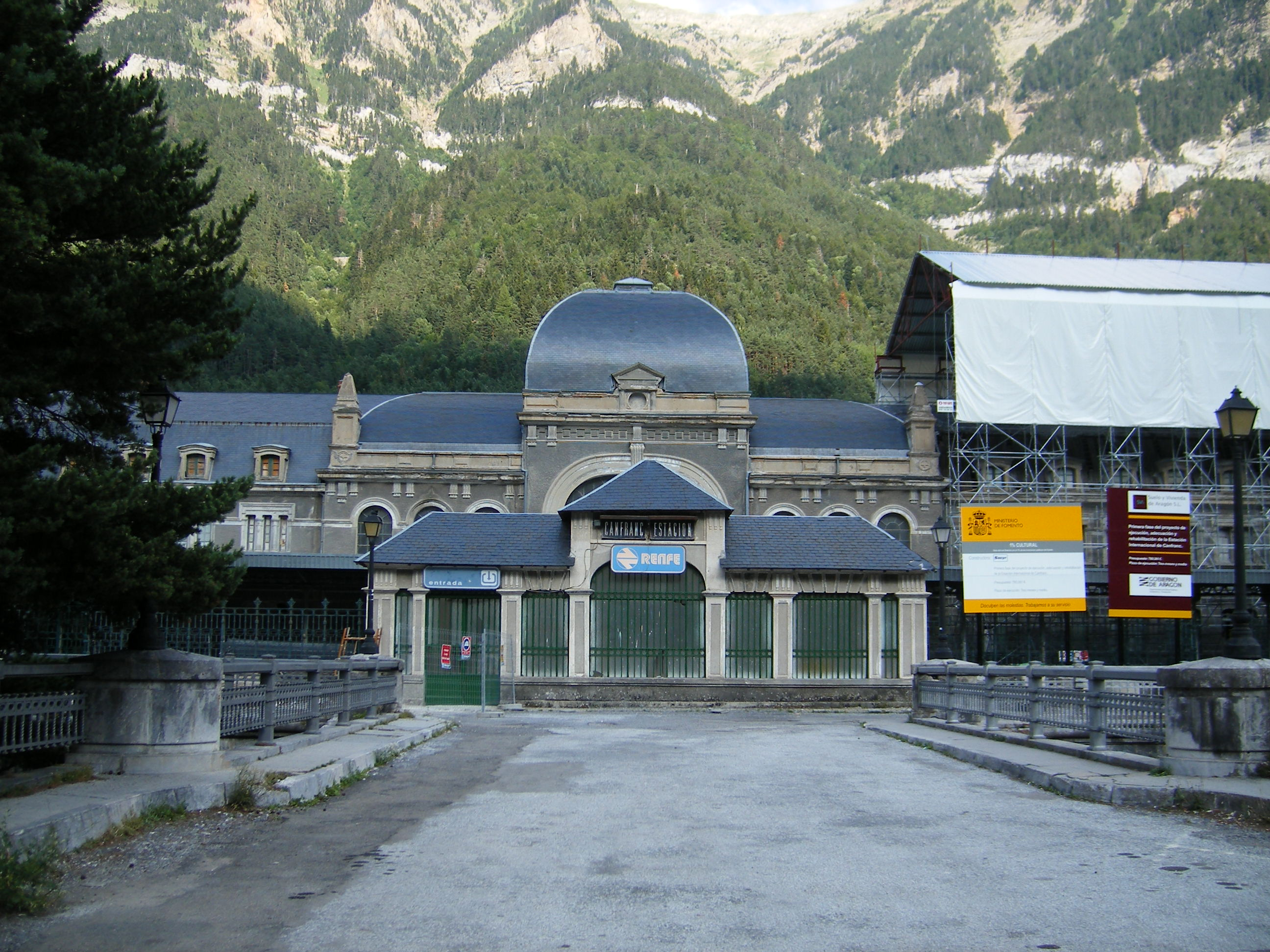
Железнодорожная станция Канфранка служила каналом для доставки людей и информации из вишистской Франции в британское консульство в Сан-Себастьяне.

До тех пор, пока Испания разрешала, немецкая военная разведка Абвер могла активно работать в Испании и Испанском Марокко, часто в сотрудничестве с националистическим правительством. Гибралтар был главной мишенью для шпионажа, диверсий и саботажа, для чего использовались антибритански настроенные испанские рабочие. Одна из таких атак произошла в июне 1943 года, когда несколько взрывов вызвали пожар на верфи. Британцы, в свою очередь, привлекали антифашистски настроенных испанцев, чтобы раскрывать последующие атаки. Таким образом было предотвращено в общей сложности 43 попытки саботажа. В январе 1944 года двое испанских рабочих, осуждённых за попытку саботажа, были казнены.
Абвер также разместил наблюдательные посты по обе стороны Гибралтарского пролива, собирая информацию о движениях судов и стрельбах британского флота. Германский агент в Кадисе стал целью успешной операции союзников по дезинформации врага, в результате которой Гитлер поверил, что высадка союзников в 1943 году произойдёт не в Сицилии, а в Греции вместо вторжения в Сицилию. В начале 1944 года ситуация изменилась. Союзники получили явное преимущество над Германией, и один двойной агент предоставил Великобритании достаточную информацию для того, чтобы можно было выразить протест испанскому правительству. В результате правительство Испании заявило о своём «строгом нейтралитете». Таким образом, операция Абвера на юге Испании были прекращены.

## Евреи и другие беженцы
В первые годы войны законы в отношении беженцев в основном игнорировались. Беженцы, в основном из Западной Европы, бежали от депортации в концентрационные лагеря из оккупированной Франции, а также евреи из Восточной Европы, особенно из Венгрии. Труди Алекси пишет про «абсурдность» и «парадокс беженцев, бежавших от нацистов с их окончательным решением, чтобы искать убежища в стране, где евреям не разрешалось открыто жить как евреям более четырёх веков».
На протяжении всей Второй мировой войны испанские дипломаты распространяли свою защиту на восточноевропейских евреев, особенно в Венгрии. Евреям, претендующим на испанское происхождение, предоставлялись испанские документы без необходимости доказывать своё происхождение. Евреи либо уезжали в Испанию, либо получали возможность пережить войну в оккупированных нацистами странах с помощью своего нового правового статуса.
Когда граф Франсиско Гомес-Хордана Соуса на посту министра иностранных дел Испании сменил шурина Франко Рамона Серрано Суньера, испанская дипломатия стала «более сочувствующей евреям», хотя сам Франко «никогда ничего не говорил» об этом. Примерно в это же время контингент испанских врачей, посетивших оккупированную Польшу, был проинформирован генерал-губернатором Гансом Франком о планах нацистов по уничтожению евреев; вернувшись домой, они сообщили о них адмиралу Луиса Карреро Бланко, который передал полученную информацию Франко.
Дипломаты обсудили возможность Испании как маршрута к лагерю для еврейских беженцев вблизи Касабланки, но были вынуждены отказаться от этого плана из-за отсутствия поддержки со стороны Франции и Великобритании. Тем не менее, контроль над испанско-французской границей в это время несколько смягчился, благодаря чему тысячи евреев смогли пересечь границу Испании (многие при этом воспользовались маршрутами контрабандистов). Почти все они пережили войну. Еврейская благотворительная организация Джойнт в эти же годы открыто действовала в Барселоне.
Вскоре после этого Испания стала давать гражданство евреям-сефардам в Греции, Венгрии, Болгарии и Румынии; гражданство смогли получить и многие евреи-ашкеназы, как и некоторые неевреи. Глава испанской миссии в Будапеште Анхель Санс Брис спас тысячи евреев в Венгрии, предоставив им испанское гражданство, разместив в безопасных домах и обучив испанском языку в достаточной мере, чтобы они могли притворяться сефардами, по крайней мере, перед тем, кто не знал испанский. Алекси предполагает, что число евреев, которых спасли испанские дипломаты, было ограничено опасениями вызвать немецкую враждебность. Так, Санс Брис в конце войны вынужден был бежать из Будапешта, оставив спасённых им евреев. Итальянский дипломат Джорджо Перласка, который сам жил под испанской защитой, использовал поддельные документы, чтобы убедить венгерские власти, что он новый генеральный консул Испании. Таким образом, он смог спасти тысячи венгерских евреев.
Хотя Испания фактически предприняла больше усилий, чтобы помочь евреям избежать депортации в концентрационные лагеря, чем большинства нейтральных стран, в самой стране шли дебаты об отношении к беженцам. Франко, несмотря на своё отвращение к сионизму и «иудеомасонству», по-видимому, не разделял бешеного антисемитизма, присущего нацистам. Около 25 000—35 000 беженцев, в основном евреев, получили разрешение на проезд через Испанию в Португалию и за её пределы.
Некоторые историки утверждают, что эти факты демонстрируют гуманное отношение режима Франко, в то время как другие указывают, что режим разрешал только проезд евреев через Испанию. После войны режим Франко был гостеприимным к тем, кто был ответственен за депортацию евреев, в частности, к Луи Даркье де Пельпуа, комиссару по делам евреев (май 1942 года — февраль 1944 года) вишистского правительства Франции.
Хосе Мария Финат и Эскрива де Романи, начальник службы безопасности Франко, издал официальный приказ от 13 мая 1941 года губернаторам провинций предоставить списки всех евреев, как местных, так и иностранных, присутствующих в их округах. После составления списка из шести тысяч имен Романи был назначен послом Испании в Германии, что позволило ему передать список лично Гиммлеру. После поражения Германии в 1945 году испанское правительство попыталось уничтожить доказательства сотрудничества с нацистами, но этот официальный документ сохранился.

## Японские военные репарации
По окончании войны Япония была вынуждена выплатить значительные репарации деньгами или товарами странам за ущерб, нанесённый японскими военными во время войны. Одной из таких стран была Испания, которая получила компенсацию за гибель более чем ста испанских граждан, в том числе нескольких католических миссионеров, и уничтожение испанских объектов на Филиппинах во время японской оккупации. С этой целью в 1954 году Япония заключила 54 двусторонних соглашения, в том числе с Испанией на сумму $5,5 млн, которые были выплачены в 1957 году.